# Wrong Turn 5: Bloodlines
Wrong Turn 5: Bloodlines este un film horror american din 2012 și cea de-a cincea parte din seria de filme Wrong Turn. Filmul este un sequel pentru Wrong Turn 4: Bloody Beginnings și servește ca prequel pentru Wrong Turn 6: Last Resort. A fost lansat pe DVD și Blu-ray pe 23 octombrie 2012.

## Distribuție
- Doug Bradley — Maynard
- Camilla Arfwedson — Sheriff Angela Carter
- Roxanne McKee — Lita
- Simon Ginty — Billy
- Amy Lennox — Cruz
- Paul Luebke — Gus
- Oliver Hoare — Julian
- Kyle Redmond Jones — Deputy Kevin Biggs
- Duncan Wisbey — Mose
- Radoslav Parvanov — One Eye
- George Karlukovski — Saw Tooth
- Borislav Iliev — Three Finger
- Peter Brooke — Jason Carter
- Finn Jones — Teddy
- Andrew Bone — George
- Rosie Holden — Ginny
- Harry Anichkin — Doctor
- Velizar Peev — Night Watchman
- Emilia Klayn — Kaleen Webber
- Borisa Tutundjeva-Linda